# Anke Kranendonk
Anke Kranendonk (Baarn, 16 mei 1959) is een Nederlandse actrice en schrijfster.

## Biografie
Kranendonk werd geboren in Baarn. Ze heeft twee oudere broers en een jongere zus. Ze begon aan het Atheneum, maar behaalde uiteindelijk haar HAVO-diploma. Na de middelbare school besloot ze de Academie voor Lichamelijke Opvoeding te gaan volgen. Door lichamelijke klachten moest ze hiermee na enkele maanden stoppen. Kranendonk besloot zich aan te melden voor de Pedagogische Academie. 
Kranendonk is getrouwd en heeft een dochter en twee zonen.

### Loopbaan als actrice
Kranendonk ging aan de slag als lerares en besloot toneel-, beweging- en cameralessen te gaan nemen. Door regisseur Ben Sombogaart werd ze gevraagd om de hoofdrol te spelen in de VPRO-jeugdserie Buurman Bolle. Gastrollen volgden in Goede tijden, slechte tijden (1992) en Goudkust (1996). Naast haar rollen op televisie richtte ze ook een toneelgezelschap op.

### Loopbaan als auteur
Na de geboorte van haar dochter in 1990 begon Kranendonk ook als schrijfster. In 1993 verscheen haar eerste boek, Van huilen krijg je dorst (Lemniscaat). In 1993 wordt Anke moeder van haar tweede kind, een zoon. In 1995 volgde nog een zoon. Het boek Alles is weg schreef ze samen met haar nichtje Lieke en verscheen in 2008. Inmiddels heeft ze al ruim 90 boeken geschreven. Aangekondigd als haar "literaire debuut" verscheen in 2015 Altijd vrolijk (Baarn, uitgeverij Marmer), een boek waaraan ze ruim zeventien jaar werkte, over haar ervaringen in en vertrek uit de Pinkstergemeente waarvan haar ouders begin jaren zestig lid waren geworden en haar vader voorganger werd, hetgeen een diepgaand stempel op het gezinsleven drukte. Anke schreef ook Lynn!, Lynn 2.0 en Lynn 3.0.
Haar boeken Alles is weg en Brand werden aangewezen als Lezen voor de Lijst boek.
- Digitale Bibliotheek voor de Nederlandse Letteren: kran011
- Gemeinsame Normdatei: 12219280X
- International Standard Name Identifier: 0000 0003 7930 9598
- Library of Congress Control Number: n97060384
- Bibliotheek van het Japanse parlement: 01016501
- Nederlandse Thesaurus van Auteursnamen: 107860775
- Système universitaire de documentation: 196571111
- Virtual International Authority File: 257942939
- WorldCat: E39PBJd8cyyHGhGvgFF3c7HHmd